# Hohe Straße 30 (Coburg)

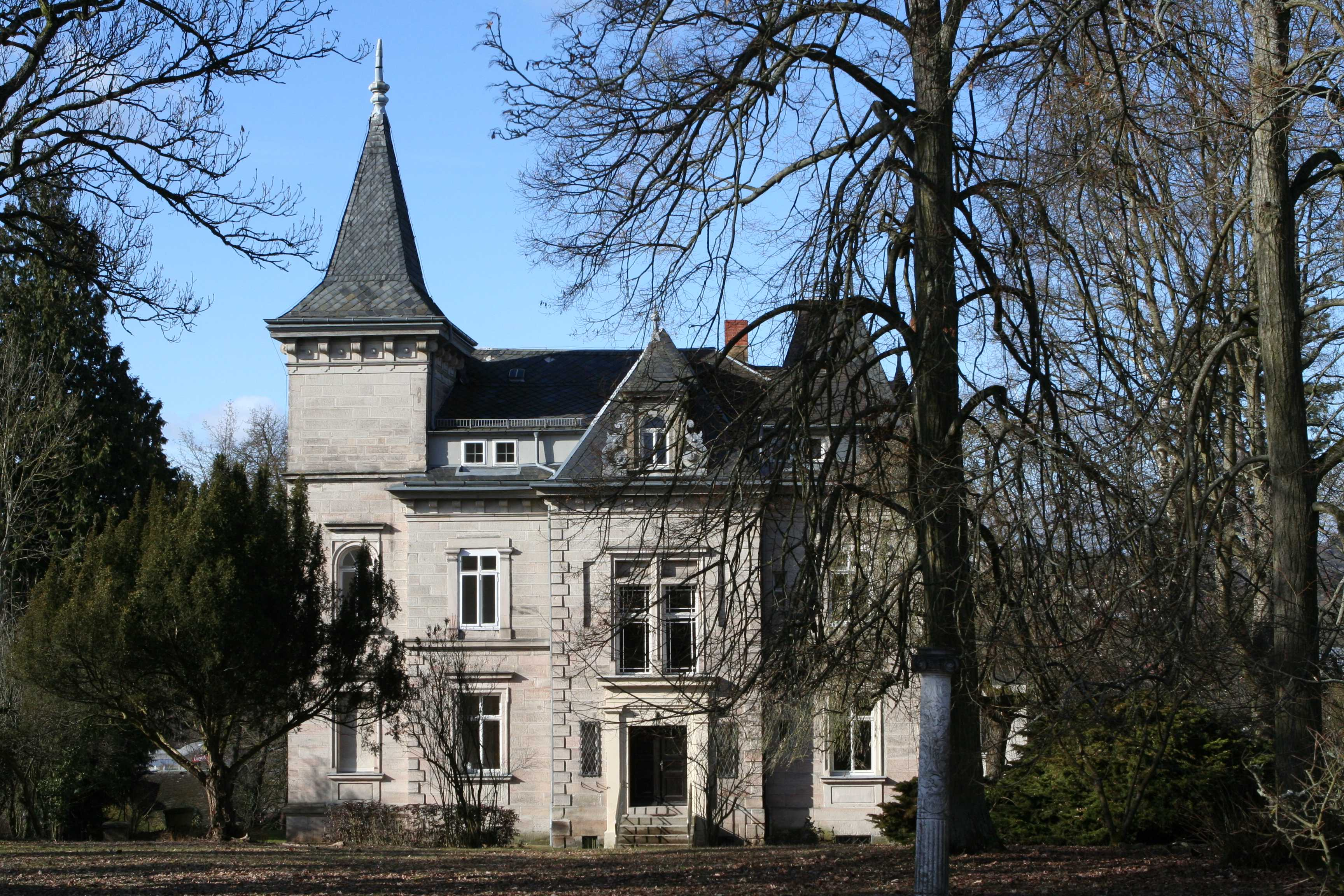
Ostfassade

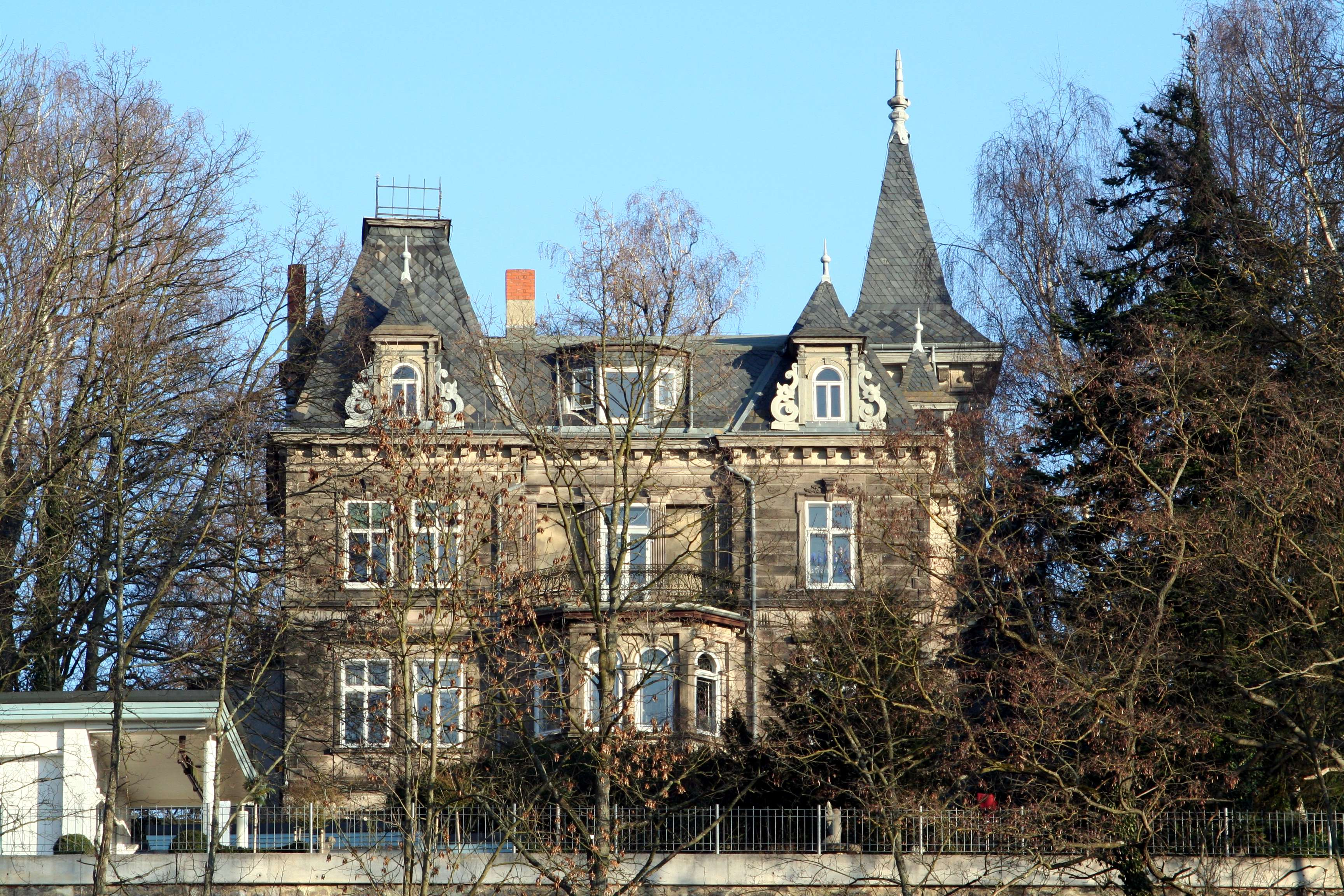
Westfassade

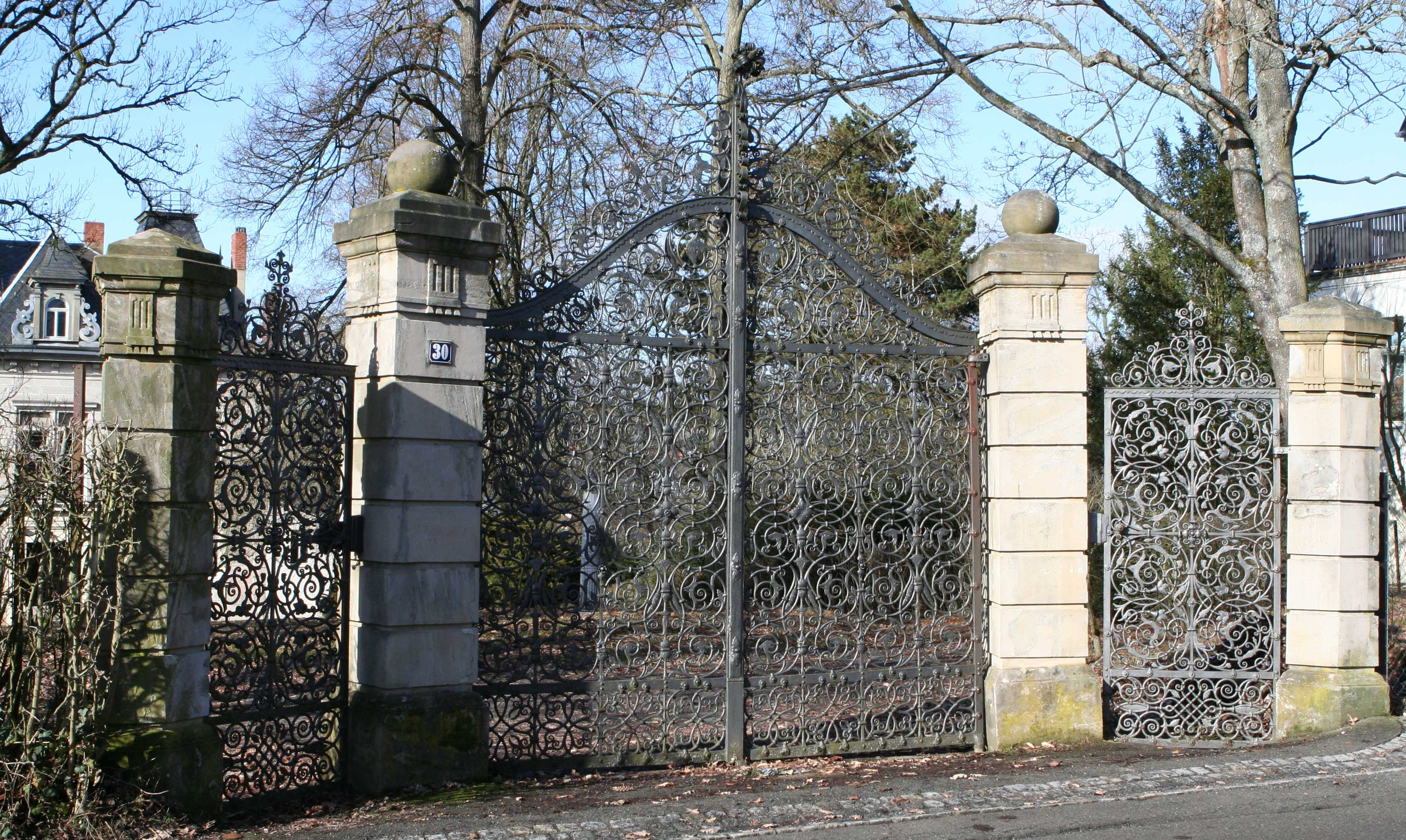
Eingangstor

Das Haus Hohe Straße 30 in der oberfränkischen Stadt Coburg ist eine repräsentative Villa, die 1874 im Stil der Neurenaissance errichtet wurde und als Baudenkmal in der Bayerischen Denkmalliste eingetragen ist. 

## Geschichte
Inmitten eines parkähnlichen Geländes entwarf der Architekt Julius Martinet das Gebäude im Stile einer klassisch-römischen Villa für den Kaufmann Adolf Schirmer, der es 1888 an Medizinprofessor Max Gottschau veräußerte. Der ließ in den Folgejahren bis 1916 von Bernhard Brockardt zahlreiche Um- und Anbauten vornehmen, insbesondere die Erhöhung um ein Stockwerk. Auf der Westseite wurde ein Erker angebaut und eine geschwungene Terrasse angelegt. Das Dachgeschoss wurde ausgebaut und mit Erkern versehen, eine Dampfheizung eingebaut und dafür ein neuer Schlot hochgezogen. Einen Umbau erfuhren Erdgeschoss und Treppenhaus. Ein neuer Hauseingang in Form eines weiteren Erkers wurde angefügt, wobei aus dem früheren Hauseingang ein Fenster wurde. Die nach dem Umbau reich verzierte Villa des Historismus ließ die neue Eigentümerin Lisbeth von Egan-Krieger 1911 umgestalten. Die Größe der Zimmer wurde geändert und ein großes Gartentor montiert.
Hermann Hirsch erwarb im Januar 1919 die repräsentative Villa. Er hatte 1914 die Stelle des Predigers der Israelitischen Kultusgemeinde in Coburg übernommen. Nach seiner Teilnahme am Ersten Weltkrieg gründete er 1917 das Internat Prediger Hirsch. Ob sich dieses Internat von Anfang an bereits in der Hohe Straße 30  befand, ist unklar. Hermann und Berta Hirsch führten es zunächst für auswärtige Schüler, die in Coburg eine höhere Schule besuchten. Im April 1935 wurde das Internat formal in eine private jüdische Volksschule umgewandelt, die aber eher ein Landschulheim war. Die Einrichtung existierte bis November 1938. Unterrichtet wurde ab Oktober im gemieteten Haus Hohe Straße 16, das Hirsch 1936 von Margarethe Schütz erwerben konnte, während Haus Nr. 30 als Schülerheim für die auswärtigen Schüler diente. Im Oktober 1937 hatte die Schule 54 Schüler, davon 14 aus Coburg. Nach der Schließung der als Synagoge genutzten Nikolauskapelle Anfang 1933 hielt die jüdische Gemeinde ihre Gottesdienste in der Diele des Hauses ab. In der Nacht vom 9. auf den 10. November 1938 wurden die Schüler von SA-Angehörigen, die den Betsaal zerstörten, gezwungen, die Fensterscheiben ihrer Schule einzuschlagen. Hirsch wurde festgenommen und die Schule geschlossen. Die Villa musste er an das Deutsche Reich verkaufen. Das Ehepaar Hirsch konnte im März 1939 nach Palästina flüchten.
An der Schule unterrichtete ab Oktober 1935 Rudolf Kaufmann. Im Juli 1936 wurde er wegen eines Vergehens gegen die Rassengesetze festgenommen und im Dezember vom Landgericht Coburg zu drei Jahren Zuchthaus verurteilt. Sein engagierter Verteidiger war Thomas Dehler. Nach der Freilassung floh Kaufmann nach Kaunas in Litauen, wo er 1941 von deutschen Soldaten erschossen wurde.
Das Anwesen erwarb im Juli 1939 für 35.000 Reichsmark das Deutsche Reich. Der Kaufpreis wurde auf ein Sperrkonto eingezahlt. In der Folge nutzte das Wasserstraßen-Vorarbeitenamt für den geplanten Main-Werra-Kanal, der an Coburg vorbeiführen sollte, das Anwesen. Es ließ im Rahmen des Umbaus zu Dienstwohnungen 1940 Umgestaltungen und Fassadenänderungen durchführen. Unter anderem wurde das Erdgeschoss als Mietwohnung ausgebaut, im Kellergeschoss ein Luftschutzraum eingerichtet; die oberen Geschosse wurden in Diensträume umgestaltet. Mit Beendigung der Planungsarbeiten 1942 verließ das Amt das Anwesen. 1950 wurde es der Familie Hirsch zurückgegeben, die es kurz darauf verkaufte.

## Architektur
Gut erhalten ist der 1911 errichtete Zugang auf das Parkgrundstück, der aus einem Einfahrtstor mit kugeltragenden dorischen Pfeilern, flankiert von zwei Fußgängerpforten besteht. Das in Quadermauerwerk ausgeführte, zweigeschossige Haus erscheint durch gestufte Fassadenteile mit Walm- und Pyramidendächern als malerische Gruppierung. Die Ostseite prägt als Eingangsfront ein Mittelrisalit mit Portal und darüber angeordnetem Kreuzstockfenster, abgeschlossen durch eine Hausgaube mit seitlichen Volutenstützen. Die linke Hausseite wird von einem dreigeschossigen Eckturm mit Rundbogenfenstern und Pyramidendach beherrscht. Die Südfront, die sich an den Eckturm anschließt, ist durch Staffelung der Baukörper zur Gartenseite hin abgestuft. Nach dem Eckturm folgt zunächst ein Mittelrisalit mit Polygonalerker vor dem Hochparterre und eine Ziergaube als oberer Abschluss. Hinter dem Risalit beginnt ein dorischer Fries, der sich auch auf die Gartenseite nach Westen fortsetzt und eine Teilung der Geschosse bewirkt. Die Fenster der Südseite haben im Obergeschoss einen aufwändigeren Dekor als am übrigen Haus. Die westliche Gartenfront ist von zwei Eckrisaliten gerahmt, zwischen denen sich ein breiter dreiseitiger Mittelerker mit Altane und schmiedeeisernem Ziergitter erstreckt. Der Nordseite des Hauses ohne Fenster und ohne weiterer Gliederung, sieht man von einem Konsolkranzgesims und dem Eckrisalit der Gartenseite ab, ist ein eineinhalbgeschossiger Pultdachanbau vorgesetzt.